# Tricia Tanaka Is Dead
"Tricia Tanaka Is Dead" er det 58. afsnit af tv-serien Lost. Episoden blev instrueret af Eric Laneuville og skrevet af Edward Kitsis & Adam Horowitz. Det blev første gang udsendt 28. februar 2007, og karakteren Hugo "Hurley" Reyes vises i afsnittets flashbacks.